# Georgij Leonyidovics Pjatakov
Georgij Leonyidovics Pjatakov (Horodiscse, Cserkaszi járás, 1890. augusztus 6. – Moszkva, 1937. január 30.) bolsevik forradalmár, államférfi.

## Élete
Apja egy cukorgyár igazgatója volt. Pjatakov 12 éves korától a kijevi reáliskolában tanult. 14 évesen belépett az anarchisták közé, 1907-ben feloszlottak, Pjatakov ekkor terrorista lett, hogy megölje a főkormányzót. 1907–10 között Szentpétervári Állami Egyetem jogi karának gazdasági szakán tanult. 1910 végén kizárták az egyetemről. 1912-ben letartóztatták, és száműzték Szibériába. 1914 októberében Japánon át elszökött. Az első világháború alatt háborúellenes volt. Ekkoriban ismerkedett meg Leninnel, Buharinnal és Rosa Luxemburggal. Egy „Európai Egyesült Államoktól” várta a békét. A Kommunyiszt című lapnál dolgozott Zinovjevvel és Buharinnal együtt. Az újságot betiltották, Pjatakov Svédországba menekült, de ott is elfogták, és kitoloncolták. 1917 februárjában érkezett haza Oroszországba.
A nagy tisztogatás során, 1937-ben halálra ítélték, és kivégezték.